# اندیس سیلیس کرداش
سیلیس کرداش یک اندیس غیرفلزی است که در حوالی شهر شهرکرد استان چهارمحال و بختیاری قرار دارد سنگ میزبان این اندیس کامبرین زیرین است  